# Publish or perish
Publish or perish (engl. für ‚veröffentliche oder gehe unter‘, sinngemäß: ‚wer schreibt, der bleibt‘) ist eine im Wissenschaftsbetrieb gängige Redewendung, insbesondere an Universitäten. Ausgedrückt wird mit dieser Hyperbel, dass Forscher einem starken informellen Druck ausgesetzt sind, ihre Ergebnisse möglichst zahlreich und in möglichst angesehenen Verlagen oder Fachzeitschriften zu veröffentlichen, um ihr wissenschaftliches Renommee zu steigern, entfristet zu werden oder die nächste Karrierestufe zu erreichen.
Der Druck resultiert aus einer wachsenden Konkurrenzsituation um Personalstellen und Forschungsmittel, bei der seitens der Geldgeber oft anhand von bibliometrischen Kriterien entschieden wird. Die Verlängerung der häufig befristeten Personalstellen wird nicht selten an Forschungserfolge, gemessen in entsprechenden Publikationen, geknüpft („Wer schreibt, der bleibt!“). Wissenschaftler versuchen daher in der Regel, an möglichst vielen Publikationen als Haupt- oder Koautor mitzuwirken.
Eine negative Folge dieses Profilierungsdrucks ist in den Naturwissenschaften die häufige Ehrenautorschaft der Leiter von Forschungsinstituten, in den Geisteswissenschaften die Neigung der Autoren zu Selbstplagiaten.

## Auswirkungen

### Auswirkungen auf den Informationsmarkt
Auf dem wissenschaftlichen Informationsmarkt wird durch starkes publish or perish die Fülle der Veröffentlichungen sehr unübersichtlich und ist für Außenstehende kaum noch überschaubar. Selbst große Bibliotheken sind nicht in der Lage, einen auch nur annähernd vollständigen Literaturbestand vor Ort bereitzustellen. Dies liegt auch daran, dass die Spezialisierung der Fachliteratur oft zu kleinen Auflagen und hohen Preisen führt.

### Auswirkungen auf Wissenschaftler
Wissenschaftler verbringen durch starkes publish or perish einen nicht unbeträchtlichen Teil ihrer Zeit damit, Veröffentlichungen ihres Fachgebiets zu sichten, mittels Peer-Review zu beurteilen und nach Publikationsmöglichkeiten für ihre eigenen Arbeiten zu suchen. Dabei stehen sie oft unter Zeitdruck und müssen gelegentlich auch Zwischenergebnisse veröffentlichen, die einer genauen Überprüfung nicht standhalten und später wieder korrigiert werden. Außerdem wird der Anreiz erhöht, unter eigenem Namen Forschungsergebnisse von unterstellten Mitarbeitern oder Hilfskräften zu publizieren. Auf Grund des enormen Zeitdrucks und der Bewertungskriterien ist mit einer Vernachlässigung der Lehre sowie der Studienbetreuung durch die Wissenschaftler zu rechnen. Auch die inhaltliche Qualität der publizierten Daten leidet unter der Arbeitsüberlastung der Wissenschaftler. Im Extremfall werden Forschungsergebnisse nicht mehr tatsächlich erhoben, sondern frei erfunden, um eine Forschungsarbeit möglichst schnell zur Veröffentlichungsreife zu bringen (siehe Betrug und Fälschung in der Wissenschaft).

## Kritik an der Bevorzugung der Quantität
Die Deutsche Forschungsgemeinschaft hat 1998 in ihren Empfehlungen zur Sicherung guter wissenschaftlicher Praxis alle in der Wissenschaft tätigen Personen und Institutionen ausdrücklich aufgefordert, „Originalität und Qualität stets Vorrang vor Quantität“ bei der Beurteilung wissenschaftlicher Leistungen zuzumessen, um so den Druck des Publish or perish zu mindern. Auch die Europäische Charta für Forscher hält fest, dass die Beurteilung des Verdienstes von Forschern „nicht nur auf die Anzahl von Veröffentlichungen gestützt werden sollte“.

„Dieses ‚Publish-or-Perish‘-Geschäft ist eine Katastrophe. Die Leute schreiben Dinge, die niemals hätten geschrieben werden dürfen und die niemals gedruckt werden sollten. Niemanden interessiert das. Aber damit sie ihren Job behalten und die richtige Beförderung bekommen, müssen sie es tun. Es erniedrigt das ganze geistige Leben.“

### Problemfeld Open Access
Als verstärkender Faktor in diesem Kontext wird teilweise die Möglichkeit zur Publikation in Open-Access-Journale von Raubverlagen gesehen. Durch die Tatsache, dass die Kosten des Publikationsprozesses bei Open Access nicht mehr durch die Leser, sondern durch die Autoren getragen werden, entsteht bei Verlagen eine Motivation zur massenhaften Annahme von Veröffentlichungen mit gegebenenfalls nur geringem wissenschaftlichen Wert. Dadurch wird eine Situation geschaffen in der die Option zum „Erkaufen“ von Veröffentlichungen entsteht.

### Gegenmaßnahmen
In Zukunft sollen Projektantragsteller bei der Deutschen Forschungsgemeinschaft (DFG) „nur noch 5 Titel aus ihrer eigenen Produktion anführen, um die persönliche Eignung für die Bearbeitung des vorgeschlagenen Unternehmens zu belegen“, so dass die reine Länge der eigenen Publikationsliste zumindest hier nicht mehr von Bedeutung sein sollte.

## Rundfunkberichte
- Bernd Schuh: Ein stumpfer Stich – Wie zuverlässig sind Open-Access-Journale? – „Science“ zieht gegen Open Access zu Felde in dradio „Forschung aktuell“ vom 16. Oktober 2013